# Waisake Naholo
Waisake Ratunideuba Naholo (nacido en Sigatoka el 8 de mayo de 1991) es un jugador de rugby neozelandés de origen fiyiano, que juega de Wing (y ocasionalmente de centro) para la selección de rugby de Nueva Zelanda y, actualmente (2015) para la franquicia del Super Rugby con sede en Dunedin, los Highlanders, y para el equipo internacional de rugby a siete de Nueva Zelada los All Blacks Sevens.
Su debut con la selección nacional de Nueva Zelanda  se produjo en un partido contra Argentina en Christchurch el 17 de julio de 2015. Ha sido seleccionado para la Copa del Mundo de Rugby de 2015 y en su segunda cap, el partido contra Georgia, salió como titular y anotó un ensayo a los 73 segundos de empezar el partido.

## Palmarés y distinciones notables
- Super Rugby: 2015
- Copa del Mundo de Rugby 7: 2013
- Copa del Mundo de Rugby: 2015
- Seleccionado para  jugar con los Barbarians en 2015